# Otto Emersleben (Mathematiker)
Otto Emersleben (* 17. Juni 1898 in Magdeburg; † 10. August 1975 in Greifswald) war ein deutscher Mathematiker, Physiker und Hochschullehrer.

## Leben
Emersleben studierte in Göttingen Mathematik, Physik und Chemie. Im Jahr 1922 wurde er dort mit einer Dissertation über den Zusammenhang von Kristallgitterpotentialen und Zetafunktionen zum Dr. phil. promoviert. Ab 1950 arbeitete er als wissenschaftlicher Mitarbeiter am Institut für Angewandte Mathematik und Mechanik der Deutschen Akademie der Wissenschaften. Im Jahr 1950 habilitierte er sich an der Technischen Universität Berlin-Charlottenburg. Anschließend arbeitete er dort als Privatdozent. 1953 wurde er als Professor für Angewandte Mathematik und Direktor des gleichnamigen Instituts an die Universität Greifswald berufen. Dort wirkte er bis zu seiner Emeritierung im Jahr 1963.
Emersleben beschäftigte sich u. a. mit Problemen der Elektrostatik in Kristallgittern, den Schwingungen in Kondensatorkreisen, der Festigkeitslehre, der Strömungslehre, der drahtlosen Nachrichtentechnik, den Epsteinschen und Riemannschen Zetafunktionen und der Madelung-Konstanten. Er konzipierte ein Messinstrument für Gleich- und Wechselstrom im Selbstbau und beschäftigte sich mit Anwendungen der Mathematik in der makromolekularen Chemie der Faserstoffe.
Eines seiner Kinder ist der gleichnamige Schriftsteller Otto Emersleben.

## Schriften
Emersleben publizierte 67 Arbeiten, davon sieben populärwissenschaftliche Artikel.
- Freie Schwingungen in Kondensatorkreisen. 1921.
- Gitterpotentiale und Zetafunktionen. Dissertation. 1922.
- Tabellen mathematischer Funktionen. 1961.